# Dolores
Dolores je ženské jméno španělského původu. Pochází ze španělského slova dolor, které znamená zármutek – původně ze španělského názvu Panny Marie Sedmibolestné (Nuestra Señora de los Dolores). Svátek slaví 12. listopadu.
Existuje velké množství podob jména Dolores, mezi které patří Dolorosa, Delora, Delores, Deloris, Dores a Dolors.

## Domácké podoby
České domácké podoby jména Dolores jsou Dola, Dolka, Dolinka, Dolička, Dolora, Dolorka, Doloréza, Dolorézka, Réza, Rézka, Rézinka, Rézička, Lora, Lorka, Lorinka a Lorunka.
V angličtině jsou domácké podoby Dolly a Dollie. Mezi jeho zdrobněliny též patří jména Lola a Lolita.

## Početnost
K roku 2014 žilo na světě přibližně 973 577 nositelek jména Dolores, což jej činilo 928. nejčastějším jménem. Je nejpočetnější v USA, Španělsku, na Filipínách a v zemích Latinské Ameriky. V USA jméno již není příliš populární, nejvíce žijících žen se jménem Dolores se narodilo v roce 1934, kdy se narodilo celkem 12 907 nositelek, od té doby ale popularita jména začala rychle klesat a například v roce 2015 se v USA narodilo již pouze 39 nových nositelek.

## Podoby v různých jazycích
- Dolors (katalánština)
- Dolorès, Douleurs (francouzština)
- Dores (galicijština, portugalština)
- Adollorata (italština)
- Dolorosa (latina)

## Známé nositelky jména Dolores
- Dolores del Río – mexická herečka
- Dolores Ibárruri – španělská židovská revolucionářka
- Dolores O'Riordanová – irská zpěvačka
- Dolores Rakouská – rakouská princezna a arcivévodkyně
- Dolores Umbridgeová – postava z knižní a filmové série Harry Potter